# Fässbergs kontrakt

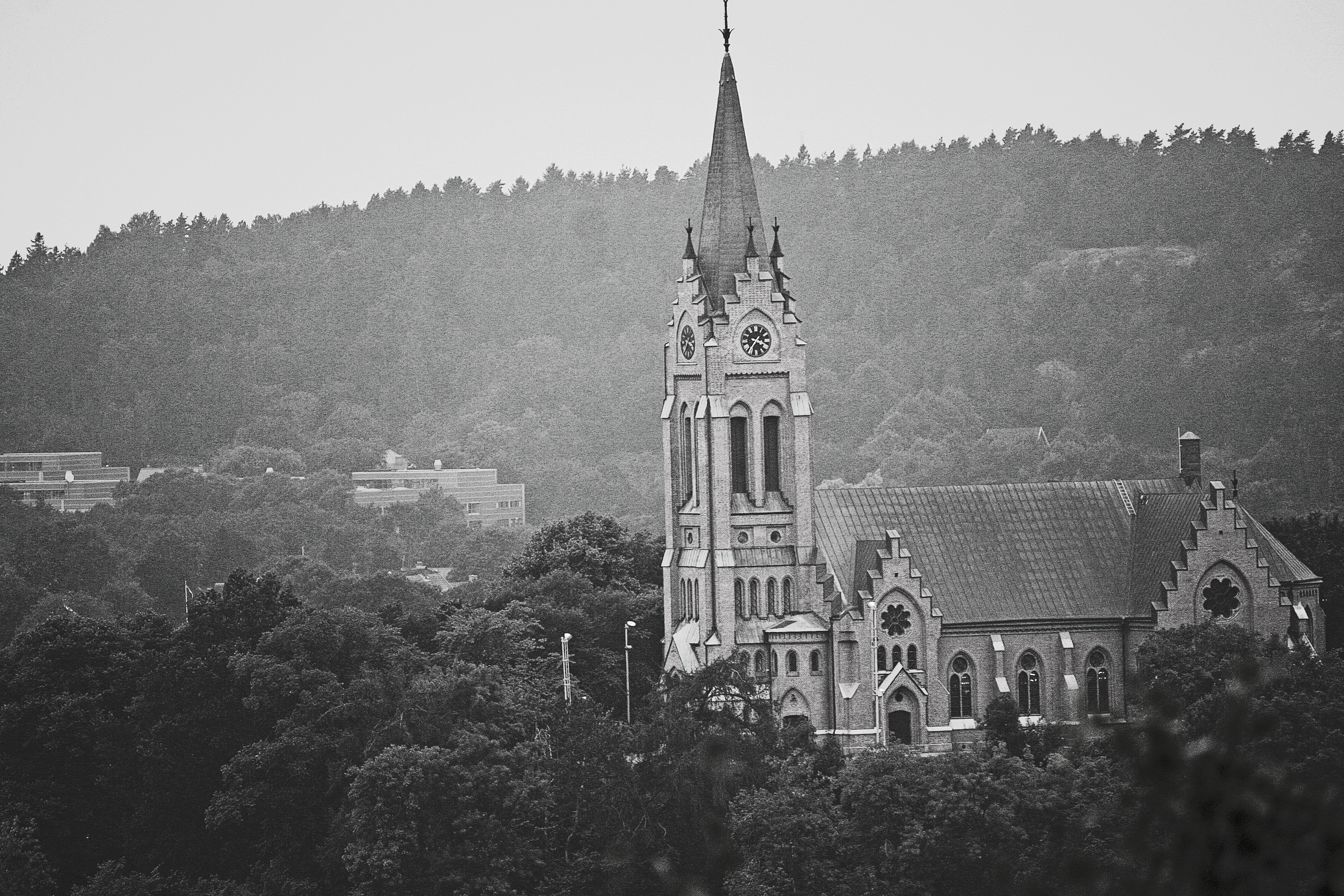
Fässbergs kyrka

Fässbergs kontrakt var ett kontrakt i Göteborgs stift inom Svenska kyrkan. Området församlingarna verkade i var söder och öster om Göteborg  med Mölndal i centrum. Kontraktet upphörde 1 april 2007 då huvuddelen av ingående församlingar övergick till Mölndals kontrakt.
Kontraktskod var 0818.

## Administrativ historik
Kontraktet bildades 1975  med omfattning
från Nylöse kontrakt
- Fässbergs församling som före 1977 benämndes Mölndals församling
- Kållereds församling
- Stensjöns församling bildad 1977
- Landvetters församling
- Härryda församling
- Partille församling som vid upplösningen övergick till Partille och Lerums kontrakt
- Råda församling
- Sävedalens församling som vid upplösningen övergick till Partille och Lerums kontrakt

från Fjäre och Viske kontrakt
- Lindome församling